# 杉ノ内由紀のミュージック・さえら
『杉ノ内由紀のミュージック・さえら』（すぎノうちゆきのミュージック・さえら）は、西日本放送が制作し、2010年10月10日より同局などで放送されているラジオ番組。なお、2021年4月時点の番組名ならびにパーソナリティ名の表記は杉ノ内柚樹（読みは同じ）となっている。

## 概要
長年途絶えていた西日本放送ラジオ制作の夜時間帯のワイド番組が四国4局ネット番組という形で復活した番組である。リクエストにより幅広いジャンルの曲をかける番組である。
オープニングジングルはテレビアニメ『ひだまりスケッチ』シリーズのオリジナルサウンドトラック（ランティス発売・菊谷知樹制作、初代は無印の1期分、現行の2代目は3期分）より使用している。

## DJ・パーソナリティ
- 杉ノ内柚樹[1]
  - 週により、ゲストが登場する場合がある。

## ネット局・放送時間
| 放送対象地域 | 放送局            | 系列    | 放送時間           | 注         |
| ------------ | ----------------- | ------- | ------------------ | ---------- |
| 香川県       | 西日本放送（RNC） | JRN/NRN | 日曜 20:00 - 22:00 | 制作局     |
| 徳島県       | 四国放送（JRT）   | JRN/NRN | 日曜 20:00 - 22:00 | 同時ネット |
| 高知県       | 高知放送（RKC）   | JRN/NRN | 日曜 20:00 - 22:00 | 同時ネット |

- 南海放送は放送開始 - 2015年3月で打ち切り。
  - ナイターオフ期・2015年以降ナイターシーズン：20:00 - 22:00　
  - ナイターシーズン：20:30 - 22:00　（2014年度まで）

ボートレースラジオ実況中継（競艇のナイターレース中継、文化放送制作）が行われる場合、SG競走時は3局とも、PGI競走時は高知放送を除き、20:30 - 20:55の間中断する。
プロ野球日本シリーズ中継が行われる場合、西日本放送はプロ野球中継を優先するため、ネット局向けに裏送りを実施し、自社では22時までに中継が終われば中継終了後飛び乗りとなる。
RNCラジオ・チャリティー・ミュージックソンの放送日と重なった場合、西日本放送はミュージックソンの放送を優先するため全編休止する一方、ネット局向けに裏送りを実施する（2023年が該当）。
西日本放送では、2024年4月より火曜19:00 - 21:00に再放送枠を設けている。これに伴い、（2018年を除く、ナイターシーズンのみも含めて）長期にわたり継続していた火曜日のTBSラジオ制作番組（2017年までのナイターシーズンにおける『JRNナイター』（西日本放送では『RNCビッグナイター』火曜分に相当）、2019年4月から2023年9月までの『アフター6ジャンクション』、2023年10月から2024年3月までの『荻上チキ・Session』）の同時ネットを終了した。なお、前述のボートレースラジオ実況中継での中断がある場合には、中断中も収録を行ったうえで、再放送版では通常通りの2時間番組として放送する。